# Hohebach
Hohebach mit den Weilern Eisenhutsrot, Heßlachshof und Wendischenhof ist ein Ortsteil von Dörzbach im Hohenlohekreis in Baden-Württemberg.

## Geographische Lage
Hohebach liegt im Jagsttal, drei Kilometer südöstlich von Dörzbach und neun Kilometer nördlich von der Kreisstadt Künzelsau.

## Geschichte

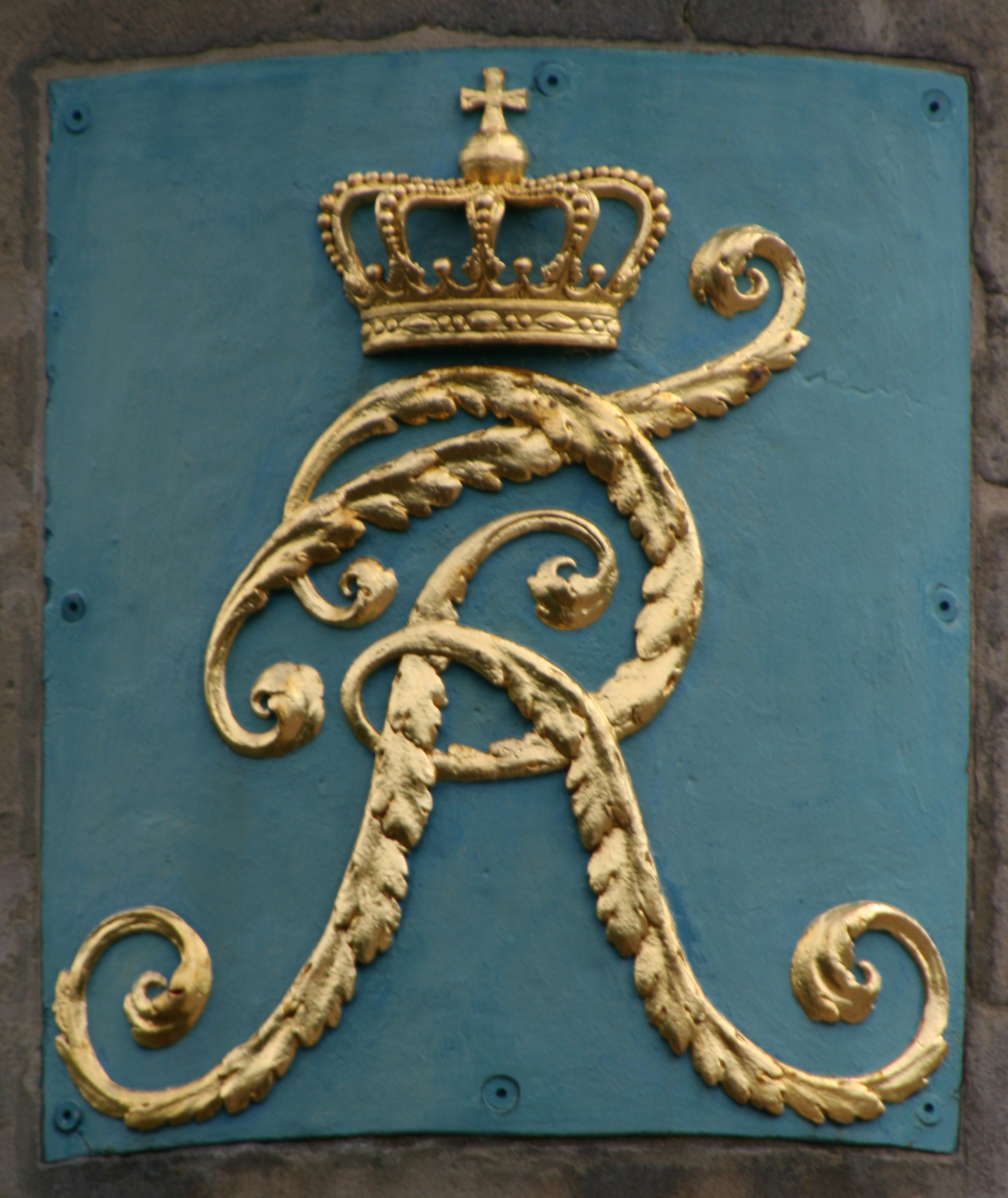
Monogramm von Friedrich I. an der Sandsteinsäule

### Mittelalter
Erstmals urkundlich erwähnt wird Hohebach 1238, als Pfarrer Conrad von Hohebach dem Konrad von Krautheim Güter abkauft, um sie der Kirche zum Unterhalt eines ewigen Lichtes zu schenken. Ursprünglich war Hohebach im Besitz der Herren von Krautheim, die Herren von Hohebach saßen als ihre Dienstleute auf dem Burkenberg, einer gegen das Jagsttal vorspringenden Anhöhe. Konrad von Krautheim gründete um 1240 ein Kloster der Zisterzienserinnen, welches jedoch schon 1245 nach Gnadental verlegt wurde.

### Neuzeit
Unter König Friedrich I. wurde 1808 bis 1810 die Brücke über die Jagst erstmals in Stein erbaut.
Die Straße über diese neue Brücke wurde zur Heerstraße für Kaiser Napoleon I.; darauf marschierten die württembergischen Soldaten 1812 Richtung Russland.
1568 wurde die Hohebacher Mühle als Getreidemühle erbaut und später auch als Säge- und Gipsmühle und als Gerbgang genutzt. Elektroingenieur Wilhelm Roesler baute die Mühle 1910 zum Elektrizitätswerk (Wasserkraftwerk) um und errichtete hier eine Überlandzentrale. Von Hohebach aus erfolgte damals die Elektrifizierung der hiesigen Gegend bis in den Raum Creglingen – Rothenburg. Heute speist es den Strom in das öffentliche Netz ein. Die Originalturbine von 1910 läuft heute noch.

## Jüdische Gemeinde Hohebach
Bereits seit dem Mittelalter lebten Juden in Hohebach und wurden während der Pestepidemie 1348/49 verfolgt. Als der Ort im 17. Jahrhundert zeitweise dem Deutschen Orden gehörte, wurden 1637 mit Zustimmung der Bürgerschaft jüdische Familien aufgenommen. Sie hatten im Dreißigjährigen Krieg die Aufgabe, Weikersheim und Umgebung mit Waren zu versorgen. 1740 lebten etwa 40 jüdische Personen in Hohebach. Die jüdische Gemeinde von Hohebach baute 1817 eine Synagoge und gehörte im 19. Jahrhundert zum Bezirksrabbinat Weikersheim, nach dessen Auflösung zum Bezirksrabbinat Mergentheim. 1852 wurde der jüdische Friedhof Hohebach Richtung Ailringen angelegt. Der Friedhof hat 299 Grabstätten. Seit 1986 erinnert eine Gedenktafel am Gebäude der ehemaligen Hohebacher Synagoge an das Gotteshaus der jüdischen Mitbürger, das beim Novemberpogrom 1938 von SA-Männern demoliert wurde. Von einer Brandstiftung wurde abgesehen, weil der damalige Rösslewirt, der zugleich Ortsbauernführer war, Sorge um sein eigenes Gebäude hatte. Während des Zweiten Weltkriegs wurde die Synagoge als Lager verwendet und am 25. März 1943 zusammen mit dem jüdischen Friedhof von der Gemeinde Hohebach gekauft.  Auf dem jüdischen Friedhof steht ein Gedenkstein für die letzten acht jüdischen Einwohner, die in den 1940er Jahren deportiert und getötet wurden.

## Politik

### Ortschaftsrat
Die Ortschaft Hohebach verfügt über einen Ortschaftsrat mit insgesamt acht Mitgliedern. Ortsvorsteher ist Herbert Rimner.

## Kultur und Sehenswürdigkeiten

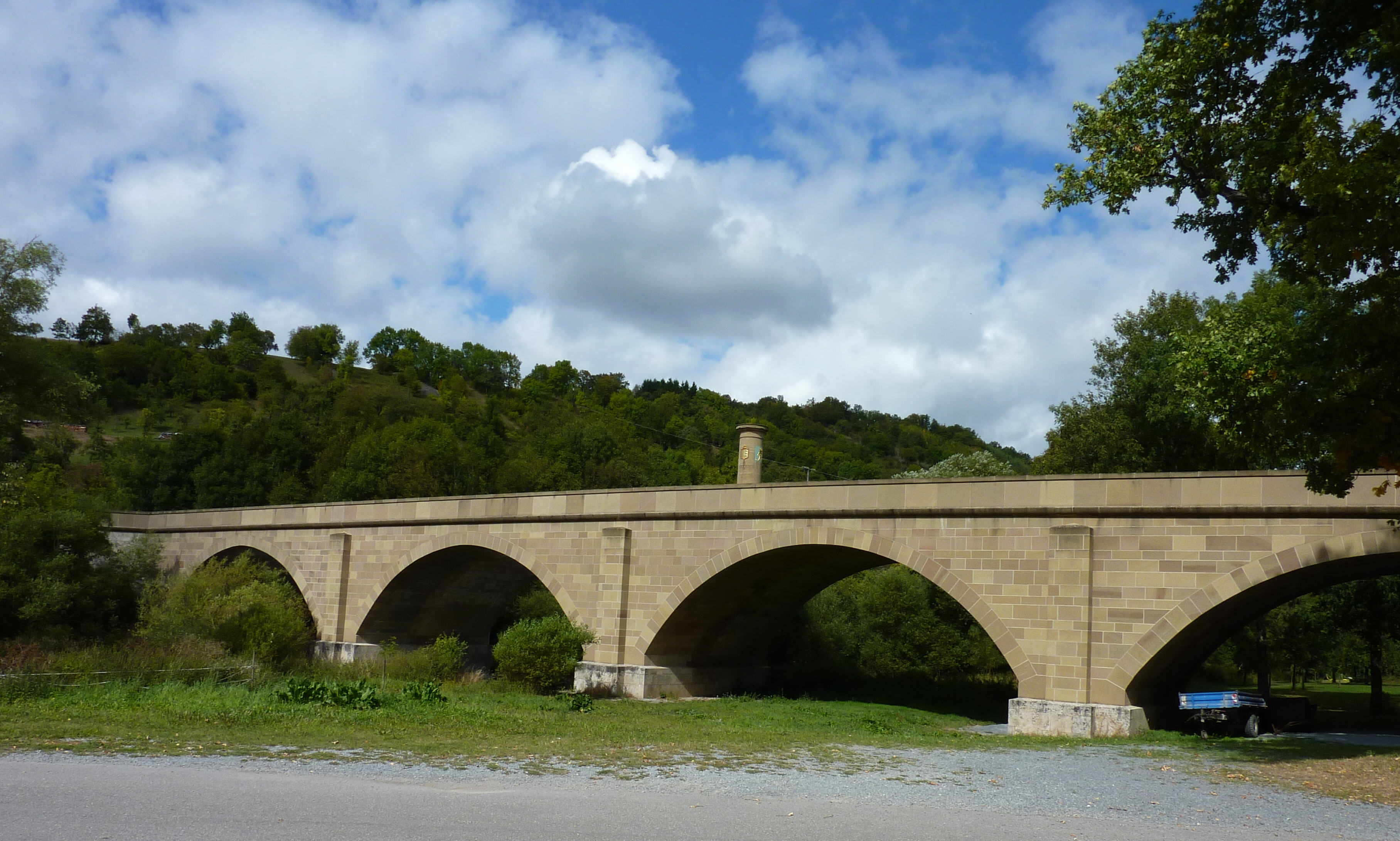
Die Hohebacher Jagstbrücke

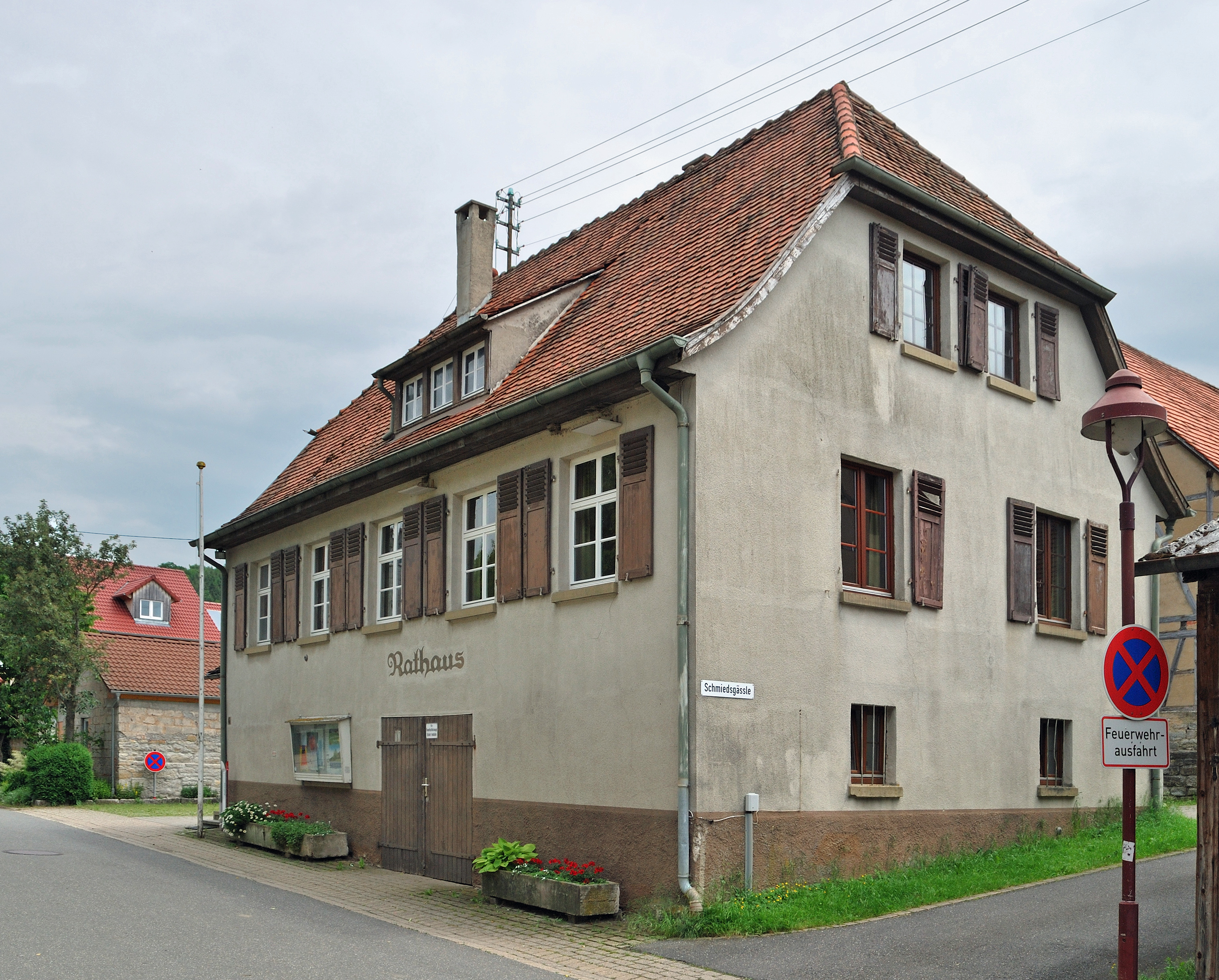
Ehemaliges Rathaus

### Bauwerke und Kulturdenkmale
Als einziger Teilort Dörzbachs besitzt Hohebach kein Baronenschloss, dafür aber eine echte Königsbrücke: Die gewaltige vierbogige Steinbrücke wurde 1808 bis 1810 von Karl August Friedrich von Duttenhofer auf Geheiß des Königs Friedrich I. von Württemberg gebaut, der dadurch seinen napoleonisch neu hinzuerworbenen nördlichen Landesteil Hohenlohe strategisch und verkehrstechnisch besser an das schwäbische Kernland anbinden wollte. Eine hohe Sandsteinsäule in der Brückenmitte trägt die römische Jahreszahl MDCCCX und das königliche Monogram FR mit Staatswappen. Laut Karl Julius Weber ist sie „die schönste Brücke im ganzen Königreich Württemberg“. Gegen Ende des Zweiten Weltkriegs wurden die beiden nördlichen Brückenbögen gesprengt, 1947 wurden sie wieder aufgebaut. 1996 bis 1998 wurde die Brücke, über die heute die Bundesstraße 19 führt, unter Beibehaltung ihrer Bauweise instand gesetzt und verbreitert.

### Sport und Freizeit
Hohebach besitzt ein reges Vereinsleben. Männergesangverein, Posaunenchor, Landfrauen, Freiwillige Feuerwehr und Sportverein richten alljährlich das weit über die Grenzen hinaus bekannte Brückenfest aus.

## Wirtschaft und Infrastruktur
Hohebach ist landwirtschaftlich geprägt und entwickelt sich mehr und mehr zum Wohnbaustandort. In Hohebach befindet sich ein Kindergarten.

### Verkehr
Hohebach liegt an der Bundesstraße 19 zwischen Bad Mergentheim und Schwäbisch Hall.
Das Ultraleichtfluggelände Hohebach liegt etwa 1,5 km südwestlich der Ortsmitte.

## Söhne des Ortes
- Solomon Hirsch (1839–1902), deutsch-amerikanischer Unternehmer und Botschafter im Osmanischen Reich
- Carl Cranz (1858–1945), Mathematiker und Physiker